# Martignacco (isola Lunga)
Martignacco, 
Mertovgnak 
o Martuvgnak 
(in croato Mrtovnjak, su alcune mappe Mrtovljak o Mrtvonjak) è una piccola isola della Dalmazia settentrionale, in Croazia, che fa parte dell'arcipelago zaratino. Si trova nel mar Adriatico centrale, affiancata alla costa orientale dell'isola Lunga. Amministrativamente appartiene al comune di Sale, nella regione zaratina.

## Geografia
Martignacco è di forma arrotondata e si trova nelle acque del canale di Rava (Ravski kanal), tra la costa dell'isola Lunga e l'estremità settentrionale di Rava, a ovest del villaggio di Rava Piccola (Mala Rava); dista circa 710 m dalla costa dell'isola Lunga e 750 m da Rava. L'isolotto misura circa 400 m per 250, ha una superficie di 0,089 km², una costa lunga 1,09 km e un'altezza di 45,3 m.

### Isole adiacenti
- Scoglio Mezzopanetto[4][6][9], Mezzo panetto[10] o Po Hliba[5] (Pohliba), situato 1,2 km[2] a nord di Martignacco, dista 500 m dalla costa dell'isola lunga; è lungo circa 60 m[2] e ha un'altezza di 6 m[2] 44°03′04″N 15°02′00″E.
- Scoglio Galera[11], detto anche la Galera[6][10], Galia[7] o Galiaza[5] (Galijica o Galijlca), piccolo scoglio lungo circa 100 m[2] con una superficie di 3212 m²[1], una costa lunga 248 m[1] e un'altezza di 4 m[2]; è situato a 650 m circa dalla costa dell'isola Lunga, e 240 m[2] a sud di Martignacco 44°02′03″N 15°02′26″E.

### Cartografia
- (HR) Mappa topografica della Croazia 1:25000, su preglednik.arkod.hr. URL consultato il 31 luglio 2017.
- G. Giani, Carta prospettiva delle Comuni censuarie della Dalmazia, foglio 2, 1839. Fondo Miscellanea cartografica catastale, Archivio di Stato di Trieste.
- Carta di cabottaggio del mare Adriatico, foglio VII, Milano, Istituto geografico militare, 1822-1824. URL consultato il 2 agosto 2017 (archiviato dall'url originale il 13 aprile 2013).